# Bước chùng

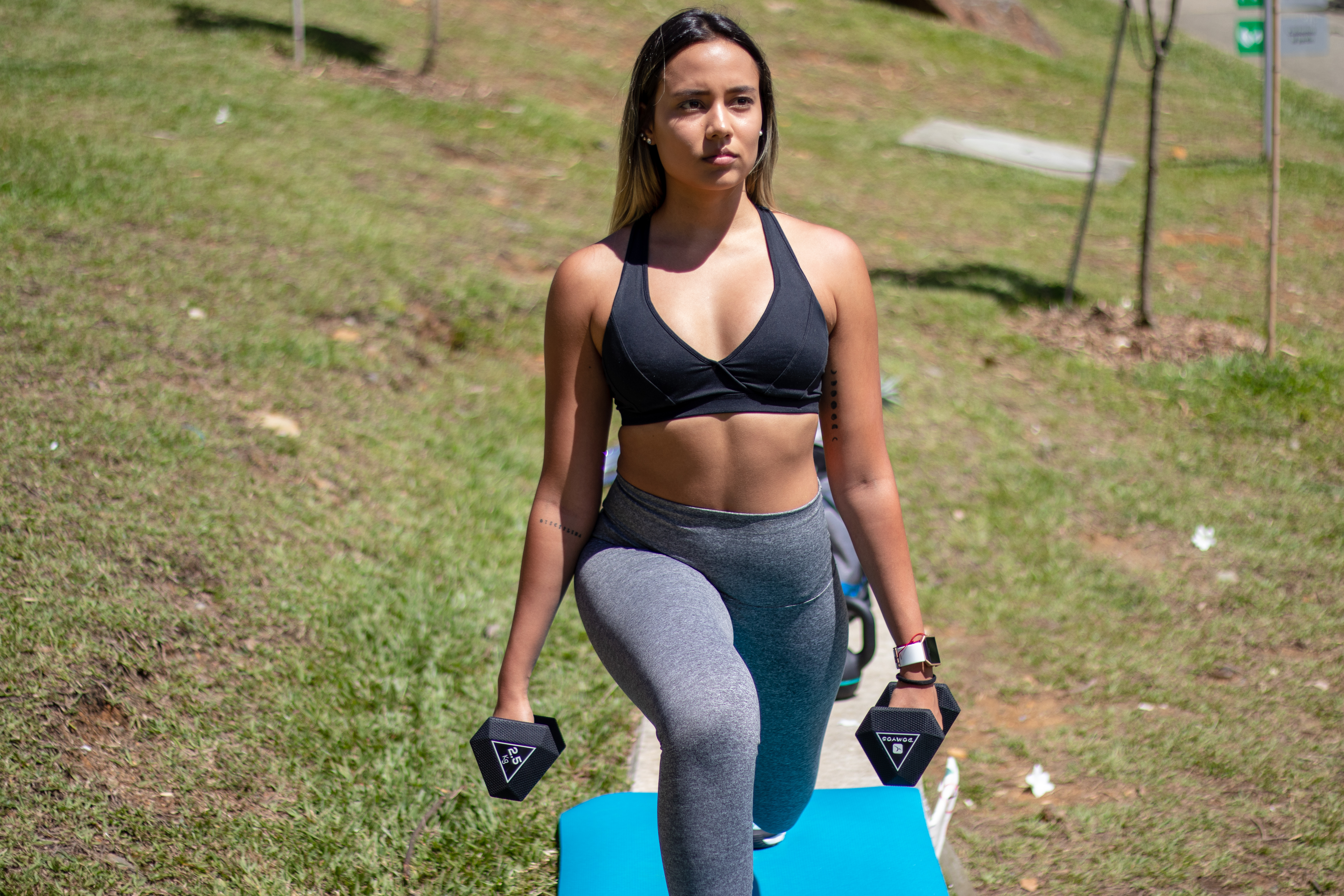
Động tác chùng chân với tạ tay

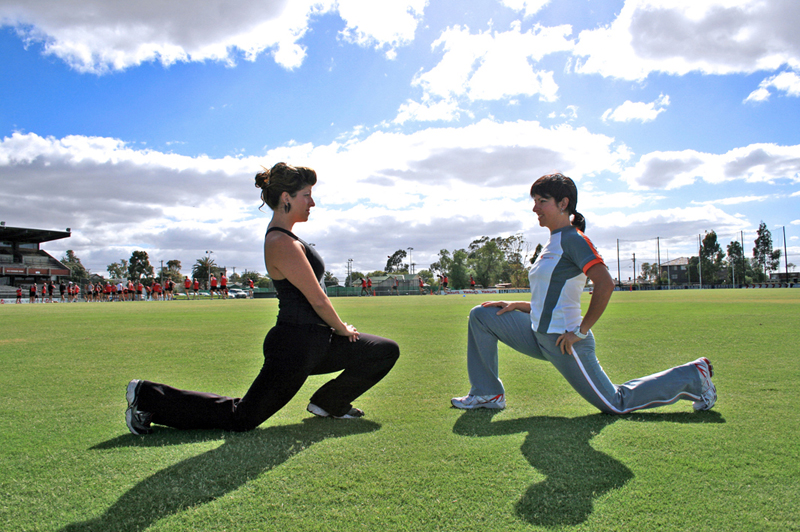
Động tác bước chùng chân với đầu gối chạm đất

Bước chùng (Lunge) là bài tập bước chân lên trước đồng thời gập gối, hạ thân người xuống, còn chân sau đồng thời sẽ chùng xuống. Các động tác của bài tập này chủ yếu tác động vào thân dưới của cơ thể, bao gồm hông, mông, đùi, bắp chân, đầu gối. Ngược lại với bài tập split squat, trong động tác chùng chân thì chân sau cũng được vận động. Bài tập chùng chân là bài tập tốt để tăng cường sức mạnh thể chất, định hình và phát triển nhiều cơ, nhóm cơ, bao gồm cơ tứ đầu đùi (hoặc đùi), cơ mông lớn (hoặc mông) cũng như cơ gân kheo. Lưu ý khi thực hiện phải bước dài, đầu gối vượt mũi bàn chân thì mới đúng kỹ thuật, từ đó mới tăng áp lực lên cơ đùi để lực vô bắp chân nhiều hơn, đạt hiệu quả, nếu không đúng kỹ thuật thì khớp gối sẽ chịu áp lực khi đó dễ bị đau khớp, mỏi gối, chấn thương, thoái hóa khớp gối do quá tải.

## Tổng quát
Với tư thế bắt đầu thì người tập đứng thẳng người, hai chân mở rộng bằng hông, mũi chân hướng thẳng theo hướng đầu gối. Hai tay chống hai bên hông hoặc thả lỏng nhẹ nhàng dọc thân người. Chân trái bước lên phía trước một bước khoảng 60–90 cm. Sau đó, hạ thân người xuống, chân phải ở phía sau cũng chùng xuống. Khi hạ người xuống, các ngón chân phải hướng thẳng về phía trước. Mũi chân chạm mặt sàn, đầu gối gần chạm sàn (đầu gối phải trước mũi bàn chân). Bắp chân trái phía trước và đầu gối chân trái tạo thành một góc 90 độ. Đầu gối và hai cẳng chân tạo với nhau thành một góc 90 độ. Hạ người xuống thấp và cơ bụng siết chặt để giữ thăng bằng cho cơ thể (chú ý hít vào). Từ từ thở ra và đứng thẳng người lên rồi trở về vị trí ban đầu, dùng cơ đùi trước và bắp chân đẩy ngược lại vị trí ban đầu của chân kia tới trước. Sau đó, bước chân phải lên trước và thực hiện tương tự. Lưng phải luôn giữ thẳng, không được gù lưng hay nghiêng người phía sau. Khi tập cần thở đều và cảm nhận cơ đùi và bắp chân. Biến thể của bài này là động tác nhảy tấn (Jumping lunge).
Các bài tập chùng chân giúp cơ thể xây dựng khối lượng cơ nạc, tức là khối lượng cơ tăng lên và hàm lượng mỡ thừa giảm xuống. Trong lúc tập luyện, bài tập chùng chân tác động vào nhóm cơ trọng yếu là cơ đùi trước và cơ đùi sau. Động tác chùng chân sẽ tập trung dồn lực vào lần lượt mỗi bên chân và cũng yêu cầu cơ thể phải sử dụng cơ hoành (core) để giữ thăng bằng cho cơ thể nên khi thực hiện đổi vị trí của từng chân, người tập sẽ phải giữ thăng bằng sao cho cơ thể không bị nghiêng. Những bước hạ chân thật chắc và trụ chân vững giúp cơ mông được siết lại.  Có thể thực hiện động tác chùng chân chỉ bằng trọng lượng cơ thể vì đây là nhóm bài tập thể trọng. Tuy nhiên, người tập có thể tăng độ khó bằng cách cầm tạ đơn hoặc tạ tay hoặc nâng tạ đòn trên cổ và vai. Tuy vậy, sức chịu đựng cử tạ có thể là vấn đề với động tác chùng chân nên người tập. Nếu mới tập, nên tập tay không, khi đã quen và muốn tăng độ khó thì có thể cầm thêm tạ tay hoặc chai nước để tập.